# Vojtech Tuka
Vojtech Tuka, né le 4 juillet 1880 à Štiavnické Bane et exécuté le 20 août 1946 à Bratislava est un homme d'État slovaque.

## Biographie

### Carrière politique
Le 1er janvier 1928, Tuka publie un article intitulé Vacuum Juris, dans lequel il affirme que la déclaration de Martin (en) du 30 octobre 1918 (c'est-à-dire la version slovaque de la déclaration d'indépendance tchécoslovaque (en) du 18 octobre 1918) comportait une annexe par laquelle les représentants slovaques s'engageaient à rejoindre la Tchécoslovaquie nouvellement constituée. Selon Tuka, cette annexe disparue, signée d'un commun accord, circonscrivait l'effectivité de la déclaration à une période de dix ans, après laquelle la Slovaquie devait prendre son indépendance. La publication de l'article provoque un tollé et Tuka est poursuivi par les autorités tchécoslovaques, qui le condamnent à 15 ans de prison pour espionnage au profit de la Hongrie en 1929,. Il n'est libéré de prison qu'au début de l'année 1937.
Président du gouvernement de Jozef Tiso sous la Première république slovaque de 1939 à 1944, il représente la branche radicale pronazie du Parti du peuple slovaque. À ce titre, il joue un rôle très actif dans la persécution et l'extermination des Juifs slovaques.
Le 3 septembre 1940, il pousse l'Assemblée slovaque à adopter la loi constitutionnelle 210 visant à exclure les Juifs de la vie économique et sociale du pays (une loi antérieure avait déjà interdit leur participation à la vie politique).
Le 24 novembre 1940, Tuka et Joachim von Ribbentrop signent une alliance entre la Slovaquie, l'Allemagne, le Japon et l'Italie.
En 1940, Dieter Wisliceny, un Hauptsturmführer SS, est envoyé à Bratislava en tant que « conseiller aux affaires juives » proche de Tuka. Avec Wisliceny, Tuka décrète l'ordonnance Juden Codex (Judaicus Codex, ou code juif) du 9 septembre 1941, qui comprend 270 articles privant les Juifs slovaques de tous leurs droits. Par exemple, les juifs doivent porter une étoile jaune, toutes les dettes dues aux juifs sont annulées, leurs biens confisqués et les habitants de Bratislava de confession juive sont expulsés de la ville,.
En 1942, Tuka préconise la déportation de la population juive de Slovaquie dans les camps de concentration nazis. Plusieurs dizaines de milliers de juifs sont déportés et assassinés.
L'arrivée de l'armée rouge en Slovaquie le pousse à fuir en direction de l'Autriche. Après la capitulation du Troisième Reich, il y est capturé par les Alliés, qui le remettent aux autorités tchécoslovaques pour qu'elles le jugent. Au terme de son procès (sk), il est condamné à la peine de mort pour haute trahison le 14 août 1946. La sentence est exécutée par pendaison le 20 août 1946 à Bratislava.